# ريتشارد مور (سياسي)
ريتشارد مور هو صحفي وسياسي بريطاني، ولد في 20 فبراير 1931، وتوفي في 15 مايو 2019.